# 熱力膨脹閥
熱力膨胀阀是蒸氣壓縮製冷系統和空氣調節系统中的部件，它通過蒸發器出口的製冷劑溫度來控制進入蒸发器的制冷剂劑量，進而讓環境保持在一個恆定的溫度。